# Egorovca
Egorovca è un comune della Moldavia situato nel distretto di Fălești di 1.968 abitanti al censimento del 2004

## Località
Il comune è formato dall'insieme delle seguenti località (popolazione 2004):
- Egorovca (969 abitanti)
- Catranîc, loc, st, c, f, (812 abitanti)
- Ciuluc (187 abitanti)